# Pierre Jonquères d'Oriola
Pierre Jonquères d'Oriola, född 1 februari 1920 i Corneilla-del-Vercol, död 19 juli 2011 i Corneilla-del-Vercol, var en fransk ryttare.
Han blev olympisk mästare i hoppning vid sommarspelen 1952 i Helsingfors.